# Briançon

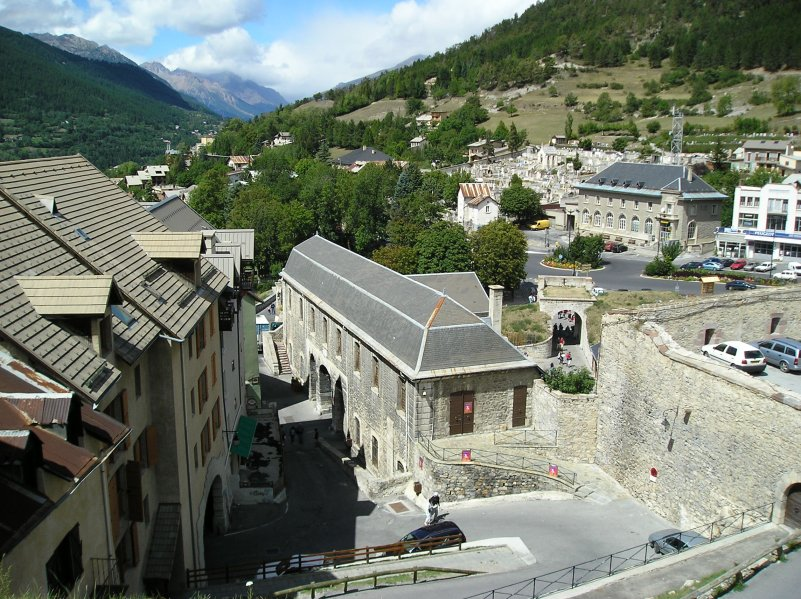
The citadel of Briançon

Briançon (Phiên âm tiếng Pháp: [bʁi.jɑ̃.sɔ̃]) là một xã của tỉnh Hautes-Alpes, thuộc vùng Provence-Alpes-Côte d’Azur, Đông Nam nước Pháp.
Nằm ở độ cao 1.326 mét (4.350 feet), là tỉnh có độ cao cao nhất nước Pháp, tính trên các xã có cư dân trên 2.000. Dân số của Briançon khoảng 11.645 người (năm 2008).
Briançon nằm trên cao nguyên nơi giao thoa giữa hai con sông Durance và Guisane.

### Lịch sử
Briançon từng được gọi là Brigantium dưới thời La Mã và là một phần trong Vương quốc của vua Cottius. Brigantium được ghi nhận là một trong những phần lãnh thổ đầu tiên tại Gallia sau Alpis Cottia (Mont Genèvre). 
Các con đường từ Brigantium: hướng Tây đi Vienna (nay là Vienne) qua Grenoble và Rhone; hướng Nam đi Vapincum (nay là Gap) qua Ebrodunum (nay là Embrun). Đường từ Brigantium đến Vapincum đều được đề cập đến trong lộ trình Antonine và Table. Trong lộ trình Table, Brigantium có khoảng cách 6 M.P. (đơn vị đo khoảng cách của người La Mã, mille passus, 65 km = 44M.P.) từ Alpis Cottia. Theo Strabo, làng Brigantium nằm trên đường đến Alpis Cottia, nhưng miêu tả này chưa phổ biến. Còn theo Ptotemy, Brigantium nằm trong giới hạn của Segusini, hoặc người Segusio (này là Susa) ở Piedmont; và dường như, theo ghi chú của D'Anville, nằm ngoài giới hạn tự nhiên của Segusini. Walckenaer (chương I, trang 540) cũng đồng ý với Ptotemy khi cho rằng bản mô tả của Ý được làm trước sự phân chia mới của Augustus ra đời (theo Plity). Walckenaer bổ sung ý kiến của mình bằng lịch trình Jerusalem, theo đó Alpes Cottiae khởi đầu ở Rama (hiện tại La Roche-de-Rame) và giữa Embrun và Briançon.

### Dân số
Bảng chi tiết dân số qua các năm:
| Năm  | Dân số | Tỉ lệ tăng/ giảm |
| ---- | ------ | ---------------- |
| 1793 | 3,023  | —                |
| 1800 | 2,666  | −11.8%           |
| 1806 | 2,945  | +10.5%           |
| 1821 | 2,835  | −3.7%            |
| 1831 | 2,939  | +3.7%            |
| 1836 | 3,455  | +17.6%           |
| 1841 | 4,301  | +24.5%           |
| 1846 | 4,309  | +0.2%            |
| 1851 | 4,439  | +3.0%            |
| 1856 | 4,601  | +3.6%            |
| 1861 | 4,510  | −2.0%            |
| 1866 | 3,579  | −20.6%           |
| 1872 | 4,169  | +16.5%           |
| 1876 | 4,491  | +7.7%            |
| 1881 | 5,439  | +21.1%           |
| 1886 | 5,777  | +6.2%            |
| 1891 | 6,580  | +13.9%           |
| 1896 | 7,177  | +9.1%            |
| 1901 | 7,426  | +3.5%            |
| 1906 | 7,524  | +1.3%            |
| 1911 | 7,888  | +4.8%            |
| 1921 | 5,013  | −36.4%           |
| 1926 | 5,636  | +12.4%           |
| 1931 | 6,822  | +21.0%           |
| 1936 | 7,543  | +10.6%           |
| 1946 | 6,671  | −11.6%           |
| 1954 | 8,274  | +24.0%           |
| 1962 | 7,570  | −8.5%            |
| 1968 | 8,215  | +8.5%            |
| 1975 | 9,489  | +15.5%           |
| 1982 | 9,710  | +2.3%            |
| 1990 | 11,041 | +13.7%           |
| 1999 | 10,729 | −2.8%            |
| 2006 | 11,542 | +7.6%            |

### Thời tiết
| Số liệu thời tiết tại Briançon (trung bình từ 1981–2005, đặc biệt trong khoảng 1966–2005) | Số liệu thời tiết tại Briançon (trung bình từ 1981–2005, đặc biệt trong khoảng 1966–2005) | Số liệu thời tiết tại Briançon (trung bình từ 1981–2005, đặc biệt trong khoảng 1966–2005) | Số liệu thời tiết tại Briançon (trung bình từ 1981–2005, đặc biệt trong khoảng 1966–2005) | Số liệu thời tiết tại Briançon (trung bình từ 1981–2005, đặc biệt trong khoảng 1966–2005) | Số liệu thời tiết tại Briançon (trung bình từ 1981–2005, đặc biệt trong khoảng 1966–2005) | Số liệu thời tiết tại Briançon (trung bình từ 1981–2005, đặc biệt trong khoảng 1966–2005) | Số liệu thời tiết tại Briançon (trung bình từ 1981–2005, đặc biệt trong khoảng 1966–2005) | Số liệu thời tiết tại Briançon (trung bình từ 1981–2005, đặc biệt trong khoảng 1966–2005) | Số liệu thời tiết tại Briançon (trung bình từ 1981–2005, đặc biệt trong khoảng 1966–2005) | Số liệu thời tiết tại Briançon (trung bình từ 1981–2005, đặc biệt trong khoảng 1966–2005) | Số liệu thời tiết tại Briançon (trung bình từ 1981–2005, đặc biệt trong khoảng 1966–2005) | Số liệu thời tiết tại Briançon (trung bình từ 1981–2005, đặc biệt trong khoảng 1966–2005) | Số liệu thời tiết tại Briançon (trung bình từ 1981–2005, đặc biệt trong khoảng 1966–2005) |
| Tháng                                                                                     | 1                                                                                         | 2                                                                                         | 3                                                                                         | 4                                                                                         | 5                                                                                         | 6                                                                                         | 7                                                                                         | 8                                                                                         | 9                                                                                         | 10                                                                                        | 11                                                                                        | 12                                                                                        | Cả năm                                                                                    |
| ----------------------------------------------------------------------------------------- | ----------------------------------------------------------------------------------------- | ----------------------------------------------------------------------------------------- | ----------------------------------------------------------------------------------------- | ----------------------------------------------------------------------------------------- | ----------------------------------------------------------------------------------------- | ----------------------------------------------------------------------------------------- | ----------------------------------------------------------------------------------------- | ----------------------------------------------------------------------------------------- | ----------------------------------------------------------------------------------------- | ----------------------------------------------------------------------------------------- | ----------------------------------------------------------------------------------------- | ----------------------------------------------------------------------------------------- | ----------------------------------------------------------------------------------------- |
| Nhiệt độ cao nhất °C (°F)                                                                 | 17.0 (62.6)                                                                               | 17.2 (63)                                                                                 | 21.4 (70.5)                                                                               | 22.9 (73.2)                                                                               | 29.4 (84.9)                                                                               | 31.8 (89.2)                                                                               | 34.3 (93.7)                                                                               | 33.3 (91.9)                                                                               | 30.2 (86.4)                                                                               | 27.6 (81.7)                                                                               | 22.8 (73)                                                                                 | 18.3 (64.9)                                                                               | 34.3 (93.7)                                                                               |
| Trung bình nhiệt độ cao °C (°F)                                                           | 5.0 (41)                                                                                  | 5.9 (42.6)                                                                                | 9.8 (49.6)                                                                                | 11.6 (52.9)                                                                               | 16.9 (62.4)                                                                               | 21.4 (70.5)                                                                               | 24.8 (76.6)                                                                               | 24.6 (76.3)                                                                               | 19.8 (67.6)                                                                               | 14.4 (57.9)                                                                               | 8.6 (47.5)                                                                                | 5.5 (41.9)                                                                                | 14.1 (57.4)                                                                               |
| Trung bình ngày °C (°F)                                                                   | 0.1 (32.2)                                                                                | 0.6 (33.1)                                                                                | 4.0 (39.2)                                                                                | 6.2 (43.2)                                                                                | 11.0 (51.8)                                                                               | 14.8 (58.6)                                                                               | 17.7 (63.9)                                                                               | 17.5 (63.5)                                                                               | 13.5 (56.3)                                                                               | 9.0 (48.2)                                                                                | 3.8 (38.8)                                                                                | 1.0 (33.8)                                                                                | 8.3 (46.9)                                                                                |
| Trung bình nhiệt độ thấp °C (°F)                                                          | −4.8 (23.4)                                                                               | −4.7 (23.5)                                                                               | −1.7 (28.9)                                                                               | 0.9 (33.6)                                                                                | 5.2 (41.4)                                                                                | 8.1 (46.6)                                                                                | 10.5 (50.9)                                                                               | 10.4 (50.7)                                                                               | 7.2 (45)                                                                                  | 3.7 (38.7)                                                                                | −1.0 (30.2)                                                                               | −3.6 (25.5)                                                                               | 2.6 (36.7)                                                                                |
| Nhiệt độ thấp nhất °C (°F)                                                                | −17.9 (−0.2)                                                                              | −17.4 (0.7)                                                                               | −18.4 (−1.1)                                                                              | −10.7 (12.7)                                                                              | −5.7 (21.7)                                                                               | −0.2 (31.6)                                                                               | 2.4 (36.3)                                                                                | 1.4 (34.5)                                                                                | −4.0 (24.8)                                                                               | −8.1 (17.4)                                                                               | −12.5 (9.5)                                                                               | −16.9 (1.6)                                                                               | −18.4 (−1.1)                                                                              |
| Lượng mưa, tuyết mm (inches)                                                              | 58.5 (2.303)                                                                              | 39.3 (1.547)                                                                              | 46.8 (1.843)                                                                              | 71.3 (2.807)                                                                              | 67.3 (2.65)                                                                               | 68.9 (2.713)                                                                              | 51.5 (2.028)                                                                              | 54.4 (2.142)                                                                              | 72.0 (2.835)                                                                              | 99.0 (3.898)                                                                              | 69.9 (2.752)                                                                              | 60.2 (2.37)                                                                               | 759.1 (29.886)                                                                            |
| Lượng mưa, tuyết trung bình ngày (≥ 1.0 mm)                                               | 6.9                                                                                       | 5.2                                                                                       | 5.8                                                                                       | 8.6                                                                                       | 9.4                                                                                       | 8.7                                                                                       | 6.9                                                                                       | 6.9                                                                                       | 6.8                                                                                       | 9.6                                                                                       | 7.0                                                                                       | 7.2                                                                                       | 89.0                                                                                      |
| Số giờ mặt trời chiếu sáng                                                                | 149.7                                                                                     | 164.8                                                                                     | 207.4                                                                                     | 180.9                                                                                     | 207.6                                                                                     | 232.7                                                                                     | 253.7                                                                                     | 230.1                                                                                     | 192.2                                                                                     | 156.6                                                                                     | 130.8                                                                                     | 126.2                                                                                     | 2,232.6                                                                                   |
| Source: Meteo France                                                                      |                                                                                           |                                                                                           |                                                                                           |                                                                                           |                                                                                           |                                                                                           |                                                                                           |                                                                                           |                                                                                           |                                                                                           |                                                                                           |                                                                                           |                                                                                           |

### Danh nhân
Các danh nhân sinh sống và đóng vai trò quan trọng tại Briançon:
- Đứng đầu trong danh sách là Jacques Challiol, thành viên của dòng họ Challiol, những người làm việc tại Phòng thi hành án tại vùng Briançonnais trong hơn 400 năm.
- Oronce Fine (1494–1555), nhà toán học và địa chính.
- Augustin Chenu (1833-1875), họa sĩ
- Emilie Carles (1900–1979), nhà văn
- Jules Melquiond (sinh năm 1941), vận động viên trượt tuyết
- Henry Bréchu (sinh năm 1947), vận động viên trượt tuyết
- Luc Alphand (sinh năm 1965), vận động viên trượt tuyết
- Benjamin Melquiond (sinh năm 1975), vận động viên trượt tuyết
- Nicolas Bonnet (sinh năm 1984), vận động viên trượt tuyết núi
- Laure Barthélémy (sinh năm 1988), vận động viên trượt tuyết băng đồng
- Richard Jouve (sinh năm 1994), vận động viên trượt tuyết băng đồng

### Quan hệ quốc tế
Xã kết nghĩa
Briançon kết nghĩa với 2 xã sau:
- - Rosenheim, Đức
- - Susa, Ý

### Thể thao

#### Đua xe đạp
Briançon thường được chọn là chặng đua khai mạc và chặng đua bế mạc của giải Tour de France, giải Giro d'Italia và Dauphiné Libéré. Năm 2017, vòng đua thứ 18 của Tour de France diễn ra tại đây.
Briançon thường được chọn là chặng đua tại Tour de France và rất phổ biến với các tay đua. Từ 1947, thị trấn được chọn là nơi bắt đầu chặng đua cho Tour 22 lần, và cũng được chọn là chặng kết thúc 22 lần.
Ngày 17/07/2007, chặng đua thứ 9 kéo dài 159,5 km (99,1 dặm) với 37 km (23 dặm) bắt đầu từ Val-d'Isère, đi qua Col de l'Iseran, Col du Télégraphe và Col du Galibier kết thúc tại đây.

#### Khúc côn cầu trên băng
Đội tuyển Diables Rouges de Briançon hiện đang chơi tại Ligue Magnus, một giải đấu chuyên nghiệp tại Pháp.

#### Đua thuyền kayak
Briançon nằm tại nơi giao thoa giữa hai con sông Durance và Guisane và nhận được lượng nước lớn vào mùa xuân khi tuyết tan. Du khách đến từ khắp châu Âu đến đây để lướt kayak và ván trượt trên dòng thác cuồn cuộn tại đây như Onde, Gyronde, Guil, Rabioux, Ubaye,...
Những dòng thác sông ở dãy Alps chủ yếu có lưu lượng băng tan trung bình và thác tương đối dài với chỉ vài đoạn cắt. Mùa chèo thuyền Kayak ngắn (hai hoặc 3 tháng đầu hè khi tuyết và băng tan) nhưng các dòng thác này thì cực lý tưởng.

#### Trượt tuyết
Briançon là trạm có độ cao thấp nhất nằm trong quần thể khu nghỉ dưỡng trượt tuyết Serre Chevalier. Hầu hết các phòng trọ trong thị trấn chỉ được sử dụng trong mùa đông, dân số thường tăng gấp 3 trong dịp này.

### Bài tương tự
Xã của tỉnh Hautes-Alpes

## = Tham khảo
=
- Bài này kết hợp văn bản từ Dictionary of Greek and Roman Geography của William Smith năm 1856, hiện thuộc phạm vi công cộng.